# Kalmare
Die zoologische Ordnung der Kalmare (Teuthida) stellt mit mehr als 250 Arten die größte Gruppe innerhalb der heutigen Kopffüßer dar. Gemeinsam mit den Echten Tintenfischen (Sepiida), den Zwergtintenfischen (Sepiolida) und dem Posthörnchen (Spirula spirula), das allein eine eigene Gruppe Spirulida darstellt, bilden die Kalmare die Gruppe der Zehnarmigen Tintenfische (Decabrachia).
Der Name Kalmar wird über mittellateinisch calamare „Tintenfisch“ auf lateinisch calamus „Rohr“ zurückgeführt, was sich wahrscheinlich auf die röhrenartigen Arme bezieht.

## Merkmale
Der Mantel ist in der Regel keilförmig und wird durch einen flachen Gladius aus einer chitinösen Substanz, der die Funktion eines Endoskeletts hat, in Form gehalten. Der Schnabel ist aus Horn. Die Form gleicht einem Papageienschnabel, ein Beispiel für ein analoges Organ.
Um den Mund herum befinden sich zehn Fangarme, davon sind acht eher kurz und vollständig mit Saugnäpfen besetzt. Zwei Fangarme sind schlanker, stark verlängert und weisen an den Enden eine Verbreiterung auf, die mit Saugnäpfen besetzt ist. Damit sind Kalmare in der Lage, ihre Beute (Fische, Krebse und andere Weichtiere) zu fangen. Diese Arme werden auch als Tentakel bezeichnet. Die kürzeren Arme werden benutzt, um die Beute zum Mund zu führen, wo sie vor allem mit dem Schnabel und der Radula zerkleinert wird.
Die Augen sind im Verhältnis zum Körper deutlich größer als bei anderen Gruppen. Nach dem Aufbau ihrer Augen werden die Kalmare in zwei Gruppen geteilt. Die Schließaugenkalmare (Myopsida) mit den Loligo-Arten besitzen Lider, mit denen sie die Augen verschließen können, während die meisten Nacktaugenkalmare (Oegopsida) ihre Augen nicht verschließen können.
Viele Kalmare sind zu Farbwechseln fähig, und besonders die Arten der Tiefsee verfügen über verschiedene Leuchtorgane, die sie zur Ablenkung ihrer Feinde und zum Anlocken von Beute nutzen können.
Kalmare können mittels RNA-Editing durch das ADAR2-Enzym Proteinvorlagen auch außerhalb von Gehirnzellen und regionsspezifisch innerhalb von Gehirnzellen ändern. In anderen Organismen – wie dem Menschen – werden RNA-„Blaupausen“ der „Vorlagen“ der DNA nur in deutlich kleinerem Umfang und ausschließlich innerhalb des Zellkerns „nachbearbeitet“. Die Fähigkeit könnte ihnen eine bessere Anpassung an sich ändernde Umwelt ermöglichen und auch für flexiblere, risikoärmere RNA-Editing-Technologien relevant sein.

## Lebensweise
Kalmare sind an das Leben im freien Wasser (Pelagial) der Meere angepasst. Darin unterscheiden sie sich zum Beispiel von den Echten Tintenfischen (Sepien), die in Bodennähe leben.

### Fortbewegung
Die Fortbewegung der Kalmare erfolgt über einen Trichter, aus dem sie Wasser aus der Mantelhöhle pressen. Auf diese Weise können sie sehr hohe Geschwindigkeiten erreichen. Einige Arten schaffen es, mit dieser Antriebstechnik auch eine kurze Strecke dicht über der Wasseroberfläche zu fliegen und damit auf langen Strecken sogar Energie zu sparen. Belegt sind Flugstrecken von bis zu 50 Metern und eine Flughöhe von bis zu sechs Metern über der Wasseroberfläche. Durch Muskulatur am Sipho können sie die Richtung des Wasserstrahls ändern und so sehr schnell manövrieren. Besonders die kleineren Arten schwimmen in großen Schwärmen.

### Ernährung
Forscher des GEOMAR Helmholtz-Zentrums haben mittels einer im Jahr 2015 durchgeführten Studie Rückschlüsse auf die Nahrungsaufnahme und die damit verbundenen Orte der ozeanischen Kalmare ziehen können. Im Rahmen dieser Untersuchung wurden 129 Exemplare der Art Sthenoteuthis pteropus gefangen, um deren Mageninhalte zu untersuchen und die stabilen Isotopenverhältnisse im Muskelgewebe sowie im Gladius zu analysieren. Die Untersuchungen ergaben, dass ozeanische Kalmare bei ihrer Nahrungswahl ein sehr breites Spektrum besitzen. Neben der Ernährung durch Schalentiere und Fische zeigen sie teils auch ein kannibalistisches Verhalten.

### Paarung
Kalmare paaren sich meist in großen Schwärmen, die bei einigen Arten beträchtliche Ausmaße annehmen können. Nach der Paarung, bei der das Männchen dem Weibchen eine Spermatophore zur Befruchtung der Eier in den Mantel schiebt, werden die Eier in langen gallertigen Schläuchen an Steinen und Pflanzen abgelegt.

## Kalmare und Menschen

### Unfälle mit Kalmaren
Große Kalmare, speziell der Humboldt-Kalmar, können in Schwärmen auch für den Menschen gefährlich werden. Es sind einige wenige tödliche Attacken der Tiere dokumentiert.
Ein für die beteiligten Menschen glimpflich ausgegangener Unfall ist aus dem Jahr 1873 bekannt. Zwei Fischer hielten einen  Riesenkalmar, der vor der Küste Neufundlands an der Oberfläche trieb, für ein Wrack und ruderten mit einem kleinen Boot hinaus, um es zu untersuchen. Als sie versuchten, ihr Boot mit Enterhaken an das vermeintliche Wrack heranzuziehen, wehrte sich der Kalmar und biss ein Stück aus der Bordwand des Ruderbootes. Die Fischer schlugen dem Tier einen ca. 6 Meter langen Fangarm ab und entfernten sich. In der Literatur wird vermutet, dass der Kalmar sterbend an die Oberfläche getrieben wurde und ihn die Enterhaken letztmals mobilisierten.

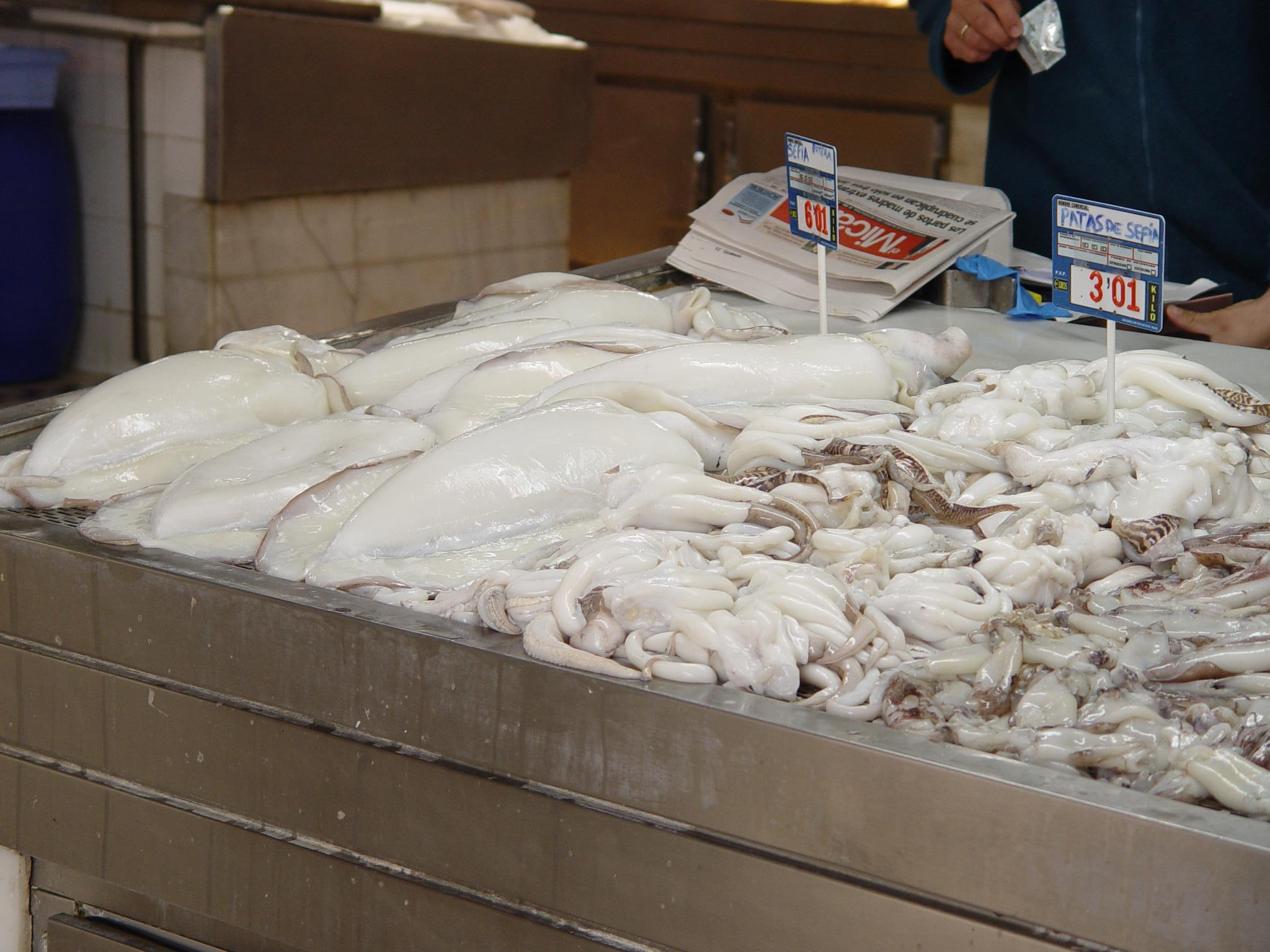
Tintenfischmarkt in Valencia

Ein tödlicher Unfall ereignete sich während des Zweiten Weltkrieges. Der deutsche Hilfskreuzer Thor versenkte den britischen Truppentransporter Britannia. Nach dem Untergang klammerten sich elf Überlebende an ein Rettungsfloß, von denen einer nach übereinstimmenden Berichten der übrigen von einem großen Kopffüßer in die Tiefe gezogen worden sei.

### Menschliche Ernährung
Vor allem in europäischen und nordafrikanischen Mittelmeerregionen sind Kalmare Teil der menschlichen Ernährung und werden zu diesem Zweck gefangen und vermarktet.

## Systematik der Kalmare
Die folgende Liste enthält die überwiegende Zahl der Kalmararten, einzelne Art- und Gruppenporträts finden sich auf den dafür angelegten Seiten. Deutsche Namen existieren allerdings nur für einen Bruchteil der Kalmararten. Die Einordnung der Riesenkalmare (Architeuthis spec.) und der Wunderlampe (Lycoteuthis spec.) in die Kalmare wird noch diskutiert, in dieser Liste sind sie jedoch enthalten.
| Schließaugenkalmare (Myopsida) - Loliginidae – Gemeine Kalmare - Loligo (Loligo) vulgaris – Gemeiner Kalmar - Loligo (Alloteuthis) africana - Loligo (Alloteuthis) media - Loligo (Alloteuthis) subulata - Loligo bleekeri - Loligo forbesii – Nordischer Kalmar - Loligo gahi - Loligo ocula - Loligo opalescens - Loligo pealeii - Loligo plei - Loligo roperi - Loligo sanpaulensis - Loligo surinamensis - Loliolus (Loliolus) - Loliolus (Loliolus) affinis - Loliolus (Loliolus) hardwickei - Loliolus (Nipponololigo) beka - Loliolus (Nipponololigo) japonica - Loliolus (Nipponololigo) sumatrensis - Loliolus (Nipponololigo) uyii - Lolliguncula (Lolliguncula) brevis - Lolliguncula (Lolliguncula) mercatoris - Lolliguncula (Lolliguncula) panamensis - Lolliguncula (Loliolopsis) diomedeae - Pickfordiateuthis pulchella - Pickfordiateuthis vossi - Pickfordiateuthis species A - Sepioteuthis sepioidea – Karibischer Riffkalmar - Sepioteuthis australis - Sepioteuthis lessoniana – Großflossen-Riffkalmar - Sepioteuthis loliginiformis - Uroteuthis (Uroteuthis) bartschi - Uroteuthis (Photololigo) - Uroteuthis (Photololigo) abulati - Uroteuthis (Photololigo) arabica - Uroteuthis (Photololigo) bengalensis - Uroteuthis (Photololigo) chinensis - Uroteuthis (Photololigo) duvaucelii - Uroteuthis (Photololigo) edulis - Uroteuthis (Photololigo) noctiluca - Uroteuthis (Photololigo) reesi - Uroteuthis (Photololigo) robsoni - Uroteuthis (Photololigo) singhalensis - Uroteuthis (Photololigo) vossi Tiefseekalmare (Bathyteuthid Families) - Bathyteuthidae - Bathyteuthis abyssicola - Bathyteuthis bacidifera - Bathyteuthis berryi - Chtenopterygidae - Chtenopteryx canariensis - Chtenopteryx sepioloides - Chtenopteryx sicula Nacktaugenkalmare (Oegopsida) - Architeuthidae – Riesenkalmare - Architeuthis dux - Brachioteuthidae - Brachioteuthis beani - Brachioteuthis behni - Brachioteuthis bowmani - Brachioteuthis picta - Brachioteuthis riiseii - Magnapinnidae - Magnapinna atlantica - Magnapinna pacifica - Magnapinna talismani - Joubinitheutidae - Joubiniteuthis portieri - Chiroteuthidae - New Genus C - New Genus B - Asperoteuthis acanthoderma - Asperoteuthis sp. A - Asperoteuthis sp. B - Chiroteuthis sp. B2 - Chiroteuthis calyx - Chiroteuthis joubini - Chiroteuthis mega - Chiroteuthis picteti - Chiroteuthis spoeli - Chiroteuthis veranyi - Grimalditeuthis bonplandi - Planctoteuthis sp. A - Planctoteuthis danae - Planctoteuthis exopthalmica - Planctoteuthis levimana - Planctoteuthis lippula - Planctoteuthis oligobessa - Mastigoteuthidae - Mastigoteuthis agassizii - Mastigoteuthis atlantica - Mastigoteuthis cordiformis - Mastigoteuthis danae - Mastigoteuthis dentata - Mastigoteuthis famelica - Mastigoteuthis flammea - Mastigoteuthis glaukopis - Mastigoteuthis grimaldii - Mastigoteuthis hjorti - Mastigoteuthis inermis - Mastigoteuthis latipinna - Mastigoteuthis magna - Mastigoteuthis okutanii - Mastigoteuthis psychrophila - Mastigoteuthis pyrodes - Mastigoteuthis schmidti - Mastigoteuthis talismani - Mastigoteuthis tyroi - Promachoteuthidae - Promachoteuthis megaptera - Promachoteuthis sp. A - Promachoteuthis sp. B - Promachoteuthis sp. C - Promachoteuthis sp. D (Unbekannte Kalmare) - - Langarm-Kalmar - Mastigoteuthis talismani - British-Museum-Kalmar - Cranchiidae – Gallertkalmare - Cranchiinae - Cranchia scabra - Liocranchia reinhardti - Liocranchia valdiviae - Leachia atlantica - Leachia cyclura - Leachia danae - Leachia dislocata - Leachia lemur - Leachia pacifica - Leachia sp. A - Taoniinae - Bathothauma lyromma - Helicocranchia pfefferi - Helicocranchia papillata - Helicocranchia joubini - Sandalops melancholicus - Liguriella podophtalma - Mesonychoteuthis hamiltoni – Koloss-Kalmar - Galiteuthis armata - Galiteuthis glacialis - Galiteuthis pacifica - Galiteuthis phyllura - Galiteuthis suhmi - Taonius borealis - Taonius pavo - Teuthowenia megalops - Teuthowenia maculata - Teuthowenia pellucida - Megalocranchia sp. A - Megalocranchia fisheri - Megalocranchia maxima - Megalocranchia oceanica - Egea inermis - Cycloteuthidae - Cycloteuthis sirventyi - Discoteuthis discus - Discoteuthis laciniosa - Discoteuthis sp. A - Ancistrocheiridae - Ancistricheirus lesueurii - Enoploteuthidae - Enoploteuthis anapsis - Enoploteuthis chuni - Enoploteuthis galaxias - Enoploteuthis higginsi - Enoploteuthis jonesi - Enoploteuthis leptura - Enoploteuthis obliqua - Enoploteuthis octolineata - Enoploteuthis reticulata - Enoploteuthis semilineata - Abralia armata - Abralia steindachneri - Abralia renschi - Abralia spaercki - Abralia astrolineata - Abralia astrosticta - Abralia marisarabica - Abralia veranyi - Abralia andamanica - Abralia siedleckyi - Abralia trigonura - Abralia multihamata - Abralia grimpei - Abralia robsoni - Abralia redfieldi - Abralia similis - Abralia dubia - Abralia fasciolata - Abralia heminuchalis - Abraliopsis affinis - Abraliopsis atlantica - Abraliopsis chuni - Abraliopsis falco - Abraliopsis felis - Abraliopsis gilchristi - Abraliopsis hoylei - Abraliopsis lineata - Abraliopsis pacificus - Abraliopsis pfefferi - Abraliopsis tui - Watasenia scintillans - Lycoteuthidae – Wunderlampen - Lampadioteuthis megaleia - Lycoteuthis lorigera - Lycoteuthis springeri - Nematolampas regalis - Selenoteuthis scintillans - Pyroteuthidae – Feuerkalmare - Pterygioteuthis gemmata - Pterygioteuthis giardi - Pterygioteuthis microlampas - Pyroteuthis addolux - Pyroteuthis margaritifera - Pyroteuthis serrata - Gonatidae - Gonatopsis borealis - Gonatopsis japonicus - Gonatopsis makko - Gonatopsis octopedatus - Gonatopsus okutanii - Berryteuthis anonychus - Berryteuthis magister - Eogonatus spec. - Gonatus onyx - Gonatus madokai - Gonatus middendorfii - Gonatus sp. type A - Gonatus berryi - Gonatus pyros - Gonatus oregonensis - Gonatus ursabrunae - Gonatus fabricii - Gonatus antarcticus - Gonatus californiensis - Gonatus steenstrupi - Psychroteuthidae - Psychroteuthis glacialis - Histioteuthidae - Histioteuthis bonnellii - Histioteuthis macrohista - Histioteuthis atlantica - Histioteuthis eltaninae - Histioteuthis reversa - Histioteuthis arcturi - Histioteuthis dofleini - Histioteuthis hoylei - Histioteuthis Sp. A - Histioteuthis celetaria - Histioteuthis inermis - Histioteuthis pacifica - Histioteuthis berryi - Histioteuthis cerasina - Histioteuthis corona - Histioteuthis miranda - Histioteuthis oceani - Histioteuthis heteropsis - Histioteuthis meleagroteuthis - Lepidoteuthidae - Lepidoteuthis grimaldii - Octopoteuthidae - Octopoteuthis danae - Octopoteuthis deletron - Octopoteuthis indica - Octopoteuthis neilseni - Octopoteuthis megaptera - Octopoteuthis rugosa - Octopoteuthis sicula - Taningia danae - Pholidoteuthis adami - Pholidoteuthis boschmai - Neoteuthidae - Alluroteuthis antarcticus - Neoteuthis thielei - Nototeuthis dimegacotyle - Ommastrephidae – Fliegende Kalmare - Todarodes angolenses - Todarodes filippovae - Todarodes sagittatus - Todarodes pacificus - Martialia hyadesi - Nototodarus gouldi - Notodarus hawaiiensis - Notodarus sloanii - Todaropsis eblanae - Illex argentinus - Illex coindettii - Illex illecebrosus - Illex oxigenius - Ornithoteuthis antillarum - Ornithoteuthis volatilis - Dosidicus gigas – Riesen-Flugkalmar (Humboldt-Kalmar) - Sthenoteuthis oulaniensis - Sthenoteuthis pteropus - Ommastrephes bartrami – Pfeilkalmar - Eucleoteuthis luminosa - Hyaloteuthis pelagica - Onychoteuthidae - Ancisroteuthis lichtensteinii - Kondakovia longimana - Notonyka africanae - Onykia carriboea - Onykia ingens - Onykia knipovitchi - Onykia lonnbergii - Onykia robsoni - Onykia robusta - Onychoteuthis banksii - Onychoteuthis borealijaponicus - Onychoteuthis compacta - Onychoteuthis meridiopacifica - Walvisteuthis virilis - Thysanoteuthidae - Thysanoteuthis rhombus |